# Maureen Van Zandt
Maureen Van Zandt es una actriz estadounidense, conocida por su papel de Gabriella Dante en la serie Los Soprano.
Está casada desde 1982 con Steven Van Zandt (de la banda E Street Band), quien interpretaba a Silvio Dante; es su esposo en la vida real y también en Los Soprano.
En 2007, fue nominada junto con el resto del elenco de Los Soprano al Premio del Sindicato de Actores a la mejor interpretación del reparto de una serie dramática.

## Filmografía
- 2000-2007: Los Soprano (serie de televisión, 28 episodios)
- 2005: Remedy
- 2013-2014: Lilyhammer (serie de televisión, 2 episodios)